# Lachnellaceae
Famille
Les Lachnellaceae sont une famille de champignons basidiomycètes classée dans le Clade IV Marasmioïde de l'ordre des Agaricales.
Ce sont des genres de champignons lignicoles minuscules cupuliformes ou apothécioïdes. Le genre Lachnella autrefois dans la famille Niaceae est érigé en famille qui va comprendre le genre Nia. La phylogénétique intègre également le genre Calathella dans les Lachnellaceae.
Certaines espèces, comme Calathella mangrovei vivent sous l'eau à quelques centimètres de la surface.

## Taxonomie
Lachnellaceae : Author(s) : Boudier, J.L.É., Histoire et Classification des Discomycètes d'Europe, 1-223, 1907

## Position des Lachnellaceae dans le Clade des Marasmioïdes
Une étude a reconnu trente familles d'agaricales, quatre genres incertae sedis qui n'étaient pas encore intégrés et a proposé deux clades à titre informels.
- - Agaricomycètes
    - Boletales, Clade des Bolets
    - Agaricales, Clade des Euagarics
      - Clade IV Marasmioïde
        - Physalacriaceae
          - 
            - Schizophyllaceae
            - Lachnellaceae
              - Lachnella sp.
              - Cyphellopsis sp.
                - Calathella sp.
                  - Nia sp.
                  - Halocyphina sp.

          - Cyphellaceae
            - Clade Hydropoïde

          - Marasmiaceae
          - Omphalotaceae

      - Clade V Tricholomatoïde

## Phylogramme des Lachnellaceae
- - Physalacriaceae
    - Schizophyllaceae
    - Lachnellaceae
      - Lachnella villosa
      - Lachnella sp. (9)
      - Cyphellopsis anomala
        - Calathella mangrovei
        - Calathella sp. (8)
          - Nia vibrissa
          - Nia sp. (3)
            - Halocyphina villosa

## Classification linnéenne
- Genre Lachnella
  -  Lachnella alboviolascens
  -  Lachnella coprosmae
  -  Lachnella disseminata
  -  Lachnella nikau
  -  Lachnella pyriformis
  -  Lachnella snaresensis
  -  Lachnella subiculosa
  -  Lachnella turbinata
  -  Lachnella villosa
- Genre Nia
  -  Nia epidermoidea
  -  Nia globispora
  -  Nia vibrissa
- Genus Halocyphina
  -  Halocyphina villosa
- Genus Cyphellopsis
  -  Cyphellopsis anomala
- Genre Calathella
  -   Calathella albolivida
  -   Calathella columbiana
  -   Calathella dichroa
  -   Calathella digitiformis
  -   Calathella ellisii
  -   Calathella eruciformis
  -   Calathella gayana
  -   Calathella mangrovei